# Kepler-131
Désignations
Kepler-131 est une étoile naine jaune de classe spectrale G2 V, située à environ ∼ 750 a.l. (∼ 230 pc) du Soleil, dans la constellation de la Lyre. Sa masse est de 1,02 ± 0,06 masse solaire, son rayon vaut 1,03 ± 0,1 rayon solaire et sa température est de 5 685 ± 74 kelvin. Kepler-131 possède deux exoplanètes connues.

## Système planétaire
Kepler-131 possède deux planètes extrasolaires confirmées en orbite. Ces planètes ont été découvertes par le télescope spatial Kepler. La découverte a été confirmée en utilisant une combinaison d'imagerie spectroscopique à haute résolution et la spectroscopie Doppler.